# Mode & Preis
Die Mode & Preis Versandhandels GmbH war ein international tätiger, niedrigpreisiger Textilversender mit Sitz in Brombach, einem Stadtteil von Lörrach in Baden-Württemberg. Das Unternehmen wurde 1987 gegründet und war seitdem in den KarstadtQuelle-Konzern (später Arcandor innerhalb der Primondo (ehem. Quelle Neckermann Spezialversand GmbH)) eingebunden. Nach der Schließung des Großversandhauses Schöpflin übernahm Mode & Preis dessen Geschäftsräume und einen Teil der Mitarbeiter. 2002 waren Joachim Karcher und Holger Kopp Geschäftsführer des Unternehmens.
Die Produktpalette erstreckte sich von Mode und Accessoires über Heimtextilien bis hin zu Küchenutensilien. Das Versandvolumen betrug dabei über 5 Millionen Postpakete. Die Produkte wurden in Deutschland sowie Schweiz, Tschechien und Slowakei vertrieben. Im Jahre 2005 wurde mit 119 Mitarbeitern ein Jahresumsatz von 149 Millionen Euro erwirtschaftet, im Jahr 2007 noch 100 Mio. Euro.
Im 1. Quartal 2008 wurde das Unternehmen von Primondo an die Münchner Investmentgesellschaft Aurelius verkauft. Ab April 2008 wurde das Unternehmen umstrukturiert und neu ausgerichtet. Die Anzahl der Mitarbeiter wurde reduziert und die Firma konzentrierte sich nun verstärkt auf den deutschen Markt. Slowenien als Absatzmarkt wurde Ende Oktober 2008 aufgegeben. Das Unternehmen beschäftigte zuletzt rund 80 Mitarbeiter in Deutschland.
2010 wurde der Geschäftsbetrieb eingestellt und die Firma mit der Fashion Retail Holding GmbH verschmolzen. 2014 wurde das Insolvenzverfahren für diese Firma eröffnet.